# Markuška
Markuška (in ungherese Márkuska) è un comune della Slovacchia facente parte del distretto di Rožňava, nella regione di Košice.